# Sofia Bolotina
Sofia Bolotina (* 6. September 2002 auf der Krim, Ukraine) ist eine Sängerin, Schauspielerin und Model ukrainisch-russischer Abstammung.

## Leben und Karriere
Die Tochter eines Russen und einer Ukrainerin wurde auf der Krim geboren und zog mit ihrer Familie 2003 nach Deutschland. Sie wuchs in Hamburg auf, wo sie bis heute lebt.
2015 erhielt sie eine Hauptrolle an der Seite von Wotan Wilke Möhring in dem Kinofilm Kleine Ziege, sturer Bock. 2016 war sie in dem Kinderfilm Conni & Co zu sehen.
Neben der Schauspielerei ist Sofia Bolotina als Turnerin beim Horner TV aktiv. Sie beherrscht Kontorsion und ist Bodenturnerin sowie Handstand-Akrobatin. Mit den Hamburger ShowSternchen des Horner TV trat sie 2013 beim RTL-Supertalent auf. Seit ihrem siebten Lebensjahr arbeitet Bolotina zudem als Model.
Im Jahr 2019 hat Sofia mit der Musik angefangen. Seit März 2021 ist sie unter Vertrag bei "Bela Boyz", einem Label des Rappers Veysel. Am 9. September 2021 kam ihre erste Single heraus. Der Remix "Ohne Dich" von Veysel ft. Sofia Bolotina hat in kürzester Zeit mehr als 6,5 Mio. Streams bei Spotify erreicht. Das Lied ist auch in dem am 12. November 2021 erschienenen Album Hitman 2 von Veysel zu hören.
2023 spielte Sofia die Rolle von Dunja in der ARD-Serie Asbest, welche bei Netflix Platz 1 der deutschen Serien-Charts belegt hat.

## Diskografie
- 2021: Ohne Dich (Remix) feat. Sofia Bolotina
- 2022: Jimmy Choo
- 2023: Einsam

## Filmografie
- 2015: Kleine Ziege, sturer Bock
- 2016: Conni & Co
- 2016: Familie Dr. Kleist (Fernsehserie, Episodenrolle)
- 2018: Queen of Oasis (Kurzfilm)
- 2023: Asbest (Fernsehserie)

## Auszeichnungen für Musikverkäufe
Anmerkung: Auszeichnungen in Ländern aus den Charttabellen bzw. Chartboxen sind in ebendiesen zu finden.
| Land/RegionAuszeichnungen für Musikverkäufe (Land/Region, Auszeichnungen, Verkäufe, Quellen) | Gold  | Platin | Verkäufe | Quellen           |
| -------------------------------------------------------------------------------------------- | ----- | ------ | -------- | ----------------- |
| Deutschland (BVMI)                                                                           | Gold1 | —      | 200.000  | musikindustrie.de |
| Insgesamt                                                                                    | Gold1 | —      |          |                   |